# Djutdju (Khojavend)
Djutdju est un village d'Azerbaïdjan situé dans le raion de Khojavend. Elle compte 593 habitants en 2005.